# Papilio pelodurus
Papilio pelodurus är en fjärilsart som beskrevs av Butler 1896. Papilio pelodurus ingår i släktet Papilio och familjen riddarfjärilar.
Artens utbredningsområde är Tanzania. Inga underarter finns listade i Catalogue of Life.